# Натюрморт с попугаями
«Натюрморт с попугаями» (фр. Nature morte aux oiseaux exotiques (I)) — картина французского художника-постимпрессиониста Поля Гогена из собрания Государственного музея изобразительных искусств имени А. С. Пушкина.
На картине изображён стол, покрытый голубоватой скатертью. На нём лежат два мёртвых попугая, ветка дерева с цветами и большая тыквенная фляга. На заднем плане изображён терракотовый идол работы самого Гогена. Слева внизу на скатерти картуш с подписью художника и датой: Paul Gauguin 1902. С тыльной стороны картины на подрамнике надпись: Oiseaux morts.
По мнению М. А. Бессоновой скатерть покрывает не стол, а походный кофр-чемодан, однако справа чётко просматривается ножка стола. Ряд исследователей считает, что идол является изображением полинезийской богини Луны Хины — её облик часто встречается в творчестве Гогена таитянского периода. Однако Б. Даниельссон утверждает, что этот идол — «своего рода Будда» и никак не связан с туземным искусством.
Как следует из подписи художника, картина написана в 1902 году. Гоген в это время жил в деревне Атуона на острове Доминика (Хива-Оа) Маркизского архипелага. Вскоре после написания картина была отправлена Гогеном во Францию его другу Даниэлю Монфрейду, который продал её Гюставу Файе из Парижа. В коллекции Файе картина получила название «Мёртвые птицы», однако на посмертной персональной выставке Гогена, проходившей в 1906 году на Осеннем салоне, название было изменено на более нейтральное «Экзотические птицы (Попугаи)» .
В 1910 году Файе, через посредничество галереи Дрюэ, за 27000 франков продал картину московскому промышленнику и коллекционеру И. А. Морозову. После Октябрьской революции собрание Морозова было национализировано, и с 1923 года картина находилась в Государственном музее нового западного искусства. В 1948 году, после упразднения ГМНЗИ, она была передана в Государственный музей изобразительных искусств имени А. С. Пушкина Картина выставляется в бывшем флигеле усадьбы Голицыных на Волхонке, в Галерее искусства стран Европы и Америки XIX—XX веков, зал 19 (зал Гогена).

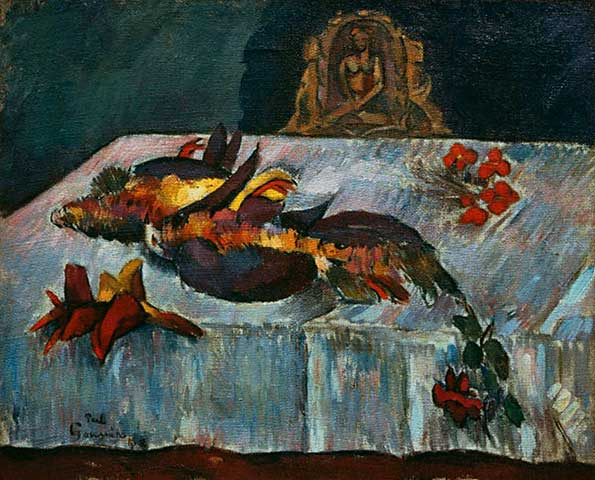
Незаконченный вариант картины, Музей фон дер Хейдта
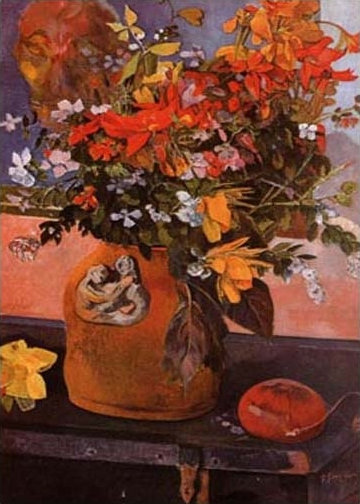
«Букет цветов», частная коллекция

В том же году Гоген написал вариант картины, который остался незаконченным; эта картина в настоящее время находится в собрании музея фон дер Хейдта в Вуппертале (холст, масло; 60 × 73 см). Несмотря на то, что составитель каталога-резоне картин Гогена Ж. Вильденштейн указал эту работу как последующую за московским вариантом, М. А. Бессонова считает, что она, наоборот, предшествует картине из ГМИИ. Также Вильденштейн ошибочно указал, что московская картина находится в ленинградском Эрмитаже.
Существует недатированная картина Гогена «Букет цветов» (холст, масло; 95 × 62 см, собрание Ставроса Ниархоса в Париже). На этой картине изображены аналогичная тыквенная фляга и керамическая ваза с цветами — по мнению М. А. Бессоновой, рельефный рисунок на этой вазе явным образом перекликается с терракотовой фигуркой с «Натюрморта с попугаями». Вильденштейн считает, что «Букет цветов» исполнен в 1899 году , однако Бессонова не соглашается с ним и утверждает, что картина написана одновременно с картиной из ГМИИ.
М. А. Бессонова, анализируя картину, отмечает:

Яркие радужные краски, сочная лепка, раздельный мазок, передающий трепетность жизни, вступают в противоречие со скрытой мрачной символикой натюрморта. <…> Битая дичь, сорванные и падающие со скатерти цветы, походная фляжка для воды из тыквы, свидетельствуют об уходе, временном пребывании человека на земле.